# Hrenca
Hrenca – wieś w Słowenii, w gminie miejskiej Maribor. W 2018 roku liczyła 140 mieszkańców. 